# Flores megye
Flores  egy megye Uruguayban, székhelye Trinidad. A megye névadója Venancio Flores (1808-1868) politikus, uruguayi elnök.

## Földrajz
Az ország középső részén található, a megyeszékhely Trinidad. Flores megyében található a Grutas del Palacio nevű különleges barlang: ennek képe szerepel a megye címerében is.